# هل الرجال ضروريون؟
كتاب «هل الرجال ضروريون؟ عندما يتصادم الجنس» من تأليف الكاتبة الأمريكية والصحيفة بجريدة (النيويورك تايمز) (مورين دود). لم يلق هذا الكتاب ترحيبًا نقدًا جيدًا، على عكس كتابها السابق «اقتحام العالم: ادخل على مسؤوليتك الخاصة».

## نظرة عامة
في الكتاب، تقدم المؤلفة وجهة نظرها الشخصية حول الحالة الراهنة للنسوية، سواء كانت بالنسبة المرأة التي تسعى للحصول على زوج يستحق وجدير بالثقة، أو بالنسبة لاعتقاد أن النساء الأذكياء يُتركن في المنزل مع واجباتهن المنزلية فقط. كتاب هل الرجال ضروريون؟ يتعامل مع التحليل الثقافي ودراسات السياسة الجنسية جنبًا إلى جنب مع العلاقات الحديثة بين الجنسين. هناك أيضًا وجهات نظرها الشخصية تجاه مواقف هيلاري كلينتون بحجة أنها دمرت النسوية، بخيانتها للنساء الأخريات عن طريق التمسك بزوجها «المدعي، والباحث عن الأخريات، والخائن» ، وبالتالي أصبحت رمزًا نسويًا في هذا النهج.